# Нідерар
Нідерар (нім. Niederahr) — громада в Німеччині, розташована в землі Рейнланд-Пфальц. Входить до складу району Вестервальд. Складова частина об'єднання громад Вальмерод.
Площа — 4,03 км2. Населення становить 817 ос. (станом на 31 грудня 2020).